# Campolieto
Campolieto è un comune italiano di 853 abitanti della provincia di Campobasso in Molise.

## Origini del nome
L'etimologia del nome Campolieto non è del tutto chiara. Alcuni ritengono che derivi da campus leti = "campo della morte" mentre altri da campus laetus = "campo della gioia".

## Storia
Anche le origini di Campolieto non sono certe. Attraverso fonti storiche e archivistiche sappiamo che il borgo già esisteva durante il periodo normanno (XI secolo) e possiamo ipotizzare un'anticipazione delle origini, al secolo precedente (X secolo).
Il paese si sviluppò, come molti altri centri medioevali molisani e del centro-sud Italia, intorno al palazzo feudale, ancora oggi esistente, sebbene sia stato fortemente modificato in periodi recenti per essere trasformato in ampi appartamenti.
La struttura medievale del paese è sopravvissuta alle varie modifiche urbanistiche ed è caratterizzata da stretti vicoli e profonde viuzze che si propagano per tutto il centro storico.

### Primi Signori di Campolieto
Il primo Signore di Campolieto fu Roberto de Russa, il quale visse tra il X e il XI secolo. Tra il 1155 e il 1179 Rainaldo Borrello, Conte di Agnone, ottenne il feudo di Campolieto insieme a quello di Campodipietra. Successivamente, il fendo fu assegnato a Rainaldo di Pietrabbondante, fino alla fine della dominazione normanna in Italia. Tra la fine della dominazione normanna e la dominazione sveva (1194-1266) Signore di Campolieto era Ruggiero Bogardi (o Bozzardi).

### Periodo Angioino
Con la dominazione Angioina (1266-1442) il feudo di Campolieto passò al Cavaliere Narmoray di Tarascona dal 1269. Dopo pochissimi anni Campolieto fu affidata al Cavaliere Guglielmo Amurato.

### Periodo Aragonese
Con la dominazione aragonese Campolieto passò nelle mani di Francesco di Montagano attorno al XV secolo. A Francesco successe il figlio, Giacomo (1450), che morì nel 1477, senza eredi. Il feudo di Campolieto fu venduto per 22 ducati a Gherardo Felice di Appiano d'Aragona, Signore di Piombino. Questi non si mantenne fedele alla casa d'Aragona e si diede a Carlo VIII. Fu privato di tutti i suoi bene così Campolieto passò ad Andrea di Capua, Duca di Termoli nel 1495. Ad Andrea successe il figlio unicogenito, Ferrante, il quale vendette Campolieto nel 1523 a Bartolomeo Di Capua, Conte di Altavilla. A Bartolomeo successe Luigi Di Capua, il quale donò il feudo al fratello, Valerio, nel 1541. Nel 1547 Campolieto fu venduto a Vincenzo Di Capua, Duca di Termoli (1547). Questi lo vendette al fratello Pietrantonio, Arcivescovo di Otranto, il quale a sua volta, nel 1560 lo donò a un altro fratello, Giovanni Tommaso Di Capua. A Giovanni succedette il figlio Andrea.

### Famiglia Carafa
Andrea, fortemente indebitato, vendette Campolieto a Fabio Carafa, Conte di Montecalvo, nel 1584 per ducati 14.50. Il popolo di Campolieto, però, mal sopportava il demanio feudale ed aspirava al demanio dello Stato, per cui tentò di opporsi alla vendita del feudo. La Regia Camera della Sommaria però rigettò l'opposizione e confermò il possesso del feudo alla Casa dei Carafa. Al fine di rendere felice il popolo campoletano, Eleonora e Carlo Carafa fondarono due ospedali per i poveri (via Spedale e via Spedale Vecchio) e un convento dei Carmelitani (edificio ancora esistente). A Fabio, morto nel 1593, succedette il figlio, Francesco sposato con Zenobia di Bologna e in seconde nozze a Girolama Tuttavilla, dalla quale ebbe un figlio, Fabio. Quest'ultimo si sposò con Claudia Carafa di Montecarlo dalla quale ebbe: Beatrice, Giuseppe, Eleonora e Carlo. A Giuseppe, morto celibe nel 1684, succedette il fratello Carlo, sposato con Giovanna Carafa della Spina, senza prole. Nel testamento di Carlo del 1º maggio 1690, affidò i suoi beni a Don Fabrizio Carafa, Principe di Chiusano. Suo nipote, Fabrizio Di Sangro di Casacalenda pretese il feudo, il quale gli fu riconosciuto solamente il titolo di Duca di Campolieto, nel 1729, mentre il feudo passò a Giovanna Carafa, passata in terze nozze con Tiberio Carafa, Principe di Chiusano. Da quanto appreso dalle memorie di Tiberio Carafa, quest'ultimo fu molto apprezzato dal popolo di Campolieto e dai nobili molisani. A Tiberio successe un parente, don Riccardo Carafa e successivamente Francesco. I Carafa ottennero il ducato di Campolieto fino al 1806. Il secondogenito di Fabrizio, D. Vincenzo Carafa volle istituire un'altra secondogenitura per suo nipote, Vincenzo dato che Francesco non ebbe prole. Sicché D. Vincenzo Carafa passò in nozze con D.nna Vincenza Amura, dalla quale ebbe tre figli: Raffaele, Maria Antonia e Maria Francesca. Quest'ultima passò in nozze a Don Francesco Jannucci, Barone del Tappino seu Capraia (in Campobasso).

### Famiglia Jannucci
Don Francesco Jannucci era Capitano delle Guardie d'Onore di S.M. Ferdinando II, re di Napoli. Vivendo troppo lussuosamente alla Corte del Borbone, dovette alienare i feudi del Tappino e trasferirsi a Campolieto. I Jannucci stettero a Campolieto dal 1806 al 1940 (dalle Memorie di Casa Jannucci possedute dall'erede Piero, in Campobasso). Da Don Francesco e D.na Maria Francesca nacquero: Vincenzo (1823-1881), Ettore, Pietro (1851-1908), Demetrio, Giovanni, Emilia, Teresa, Caterina (n. 1826), Cristina (n. 1839), Antonietta, Eleonora (n. 1821).
Il primogenito, Vincenzo ebbe i figli: Francesco (1875-1942), Nicola (1876-1930), Eleonora (1869-1883).
Francesco ebbe i figli: Vincenzo (m. 1893), Piero e Nicola. Vincenzo ebbe Anna Maria; Piero (ancora vivente) ebbe Anna Caterina e Nicola (ancora vivente) ebbe Francesca Romana. Attualmente gli eredi di Casa Jannucci risiedono a Roma e a Campobasso.

### Simboli
Lo stemma e il gonfalone sono stati concessi con decreto del presidente della Repubblica del 15 ottobre 1976.
Il gonfalone è un drappo di bianco.

## Monumenti e luoghi d'interesse

### Palazzo ducale De Capua
In origine era il castello medievale, costruito nell'XI secolo. Il fondatore era Roberto De Russa, che combatté nella prima crociata a Gerusalemme. Nel XII secolo appartenne ai conti di Borrello (Abruzzo), che fortificarono il maniero. Nel '500 passò nella proprietà di Francesco Montagano, e poi ai duchi di Capua, per volere di Ferrante II. Nel '700 appartenne a Scipione della famiglia Sangro (valle Peligna, Abruzzo), e poi ai Carafa.
Il castello oggi è un palazzo visitabile, che ha le caratteristiche di un edificio barocco con decorazioni classicheggianti sul portale e sulla cornice a colonne greche.

### Chiesa di San Michele Arcangelo
La fondazione risale prima del XII secolo. La costruzione è a capanna con tre finestre e un portale decorato da iscrizioni gotiche. Di rilievo la balaustra con in rilievo San Michele che uccide il serpente. L'interno a tre navate possiede intonaci barocchi e colonne appartenenti al periodo romanico. Costruita prima del 1300, è stata ristrutturata nel 1613. Tra la notte del 13 e 14 giugno del 1682, un incendio distrusse le pareti lignee della chiesa che poi vennero ricostruite. In seguito a questo evento, il cardinale Francesco Vincenzo Maria Orsini consacrò la chiesa il 20 agosto 1696.

### Chiesa di Santa Maria del Carmelo
Il convento dei Carmelitani fu costruito da Donato Maribucci e aperto nel 1559. Con bolla del 15 ottobre 1652 papa Innocenzo X "dispose per l'Italia l'abolizione di quei conventi che per il numero esiguo dei propri membri, non potevano più corrispondere all'intenzione dei loro fondatori; i loro beni dovevano essere devoluti per parte dei vescovi ad altri scopi pii". Successivamente il Duca Giuseppe Carafa e i fratelli Don Carlo e Donna Eleonora chiesero e ottennero un ritorno dei carmelitani in Campolieto. Con decreto reale del 7 agosto 1809 vennero soppressi nel Molise i conventi e gli Ordini. I beni del convento passarono alla Corona di Napoli. In seguito alla caduta della monarchia in Italia, il convento divenne di proprietà dello Stato Italiano e nel 1972 fu affittato all'Arma dei Carabinieri, la quale la trasformò in una caserma. Oggi è ritornata ad essere una chiesa.

### Badia di Santa Maria del Romitorio
Fuori dall'abitato, in contrada Astatura, sorge la cappella di S. Maria del Romitorio. Preesistente all'anno 1300, col tempo è stata ridotta a semplice chiesetta. Già nel 1689 non si distinguono le mura perimetrali di una volta. Vi erano sull'altare l'immagine di S. Maria degli Angeli e ai lati Erma e S. Martino, dipinti dal Bucci nel 1746. Inizialmente la chiesetta era solo una parte del grande monastero benedettino esistente già nel 1200, che aveva un grande affresco del 1718 fatto dal Bucci, raffigurante la Vergine delle Grazie con i santi Crescenzo, Barbato e Rocco. Successivamente, in data 20 luglio 1847, l'arcivescovo di Benevento Domenico Carafa della Spina ordinò che fosse restaurato entro 10 giorni. Il convento benedettino crollò nell'anno 1989 a causa di un contadino che con il suo trattore sbatté contro un muro portante.
Inoltre nella cappella c'è una lapide che ricorda la visita del cardinale Orsini a Campolieto nelle date 21 giugno 1709 e 25 luglio 1713. Al centro del pavimento c'è una lapide sepolcrale sulla quale è incisa la seguente descrizione: "E VIVIS EXCESSIT ET HIC REQUIESCIT RICCARDUS JALENTI OCTAVO IDUS MARTII MDCCCLIII". Accanto all'altare un'altra lapide recita: HIC IACET VINCENTIUS ZACCAGNINI SACERDOS MITIS INGENII ET SPECTATAE VIRTUTIS VIR. PARUM VIXIT SED OMNEM CURSUM IN LABORE DOLOREQUE TRANSEGIT AEQUO ANIMO - a.d. XVII KAL. FEB. - A.D. MDCCCLXXXVIII GRAVEM POST MORBUM OBIIT ("Qui giace il sacerdote Vincenzo Zaccagnini, uomo mite, di ingegno e di specchiata virtù. Visse poco, ma trascorse tutta la sua vita nel lavoro e nel dolore con animo sereno. Dopo una grave malattia morì il 16 gennaio 1888").

### Cappella di San Marco
Piccola cappella rustica, fu costruita nel 1909 dall'avv. Luigi De Capoa per volere del fratello Giovanni e oggi proprietà del figlio Giovanni De Capoa. Sull'architrave del portone si legge "Il Cavaliere Avv. Luigi De Capoa per volontà di suo fratello Avv. Giovanni deceduto in Campobasso il 18 agosto 1908 ha edificato questo tempio in gloria di S. Marco. CAMPOLIETO 20 settembre 1909".

### Edicola della Madonna del Cammino
Famosa in ambito religioso, la Madonna del Cammino fu costruita nel 1954, sotto il prodigio di un presunto miracolo.

### Chiese non più esistenti

#### Chiesa e Casale di Santa Lucia
La sua fondazione è preesistente all'anno 1092 quando Roberto De Russa la donò alla badia di Santa Sofia di Benevento. Nel XVII la chiesa aveva 72 tomoli di terreni ubicati nella contrada "Vicenda Cupa". Probabilmente la chiesa sorgeva nella contrada Santa Lucia.

#### Chiesa di San Bernardino
Nel 1693 il cardinale Orsini ordinava che la chiesa diroccata fosse demolita e che le sue pietre fossero andate in beneficio al cimitero della chiesa di San Michele Arcangelo.

#### Chiesa di San Crescenziano
Nel 1693 era in parte crollata. Il cardinale Orsini ordinò che fosse demolita nel 1702.

#### Chiesa di San Salvatore e suo Eremitorio
Sorgeva sui "Colli Manduni" a mezzo miglio dal paese. Vi era un eremitorio a due celle, un cortile e una stalla con cantina. La chiesa era lunga 30 palmi e larga 20. Vi era un altare raffigurante la SS. Trinità e alla sua sinistra l'immagine di S. Lucia e a destra l'immagine della Madonna. Sempre per ordine del cardinale Orsini, il 18 luglio 1702 fu demolita.

#### Oratorio della Croce
Se ne accerta l'esistenza dallo stesso decreto del 18 luglio del 1702 del card. Orsini. Era ancora in piedi nel 1741 e successivamente demolito.

#### Chiesa e Beneficio di San Martino
La chiesa sorgeva a 200 passi dall'abitato verso la parte orientale. Nel 1700 era diroccata e in seguito fu demolita. Il Beneficio possedeva un vigneto di 3 tomoli, 5 terreni sparsi fra le contrade Montagna, Colle Sammartino, Fonte delli Pidocchi, S. Antillo, Fonte della Castagna.

#### Chiesa e Beneficio di Santa Justa
Era ubicata a 500 passi dal paese, verso la parte orientale. Anch'essa nel 1700 era ridotta a un cumulo di macerie.

#### Chiesa di Santa Maria in Palazzo
Era una chiesa riservata alla famiglia dei duchi di Campolieto nella quale vennero seppelliti tutti i nobili delle famiglie Di Capua, Carafa e Jannucci. Il suo nome richiama alla sua ubicazione dato che era situata vicino al Palazzo Ducale. Oggi non si sa la sua perfetta ubicazione, dal momento che la popolazione locale ha abitato i vari edifici nobili con la caduta della monarchia in Italia ed ha trasformato i vari edifici in abitazioni.

## Società

### Evoluzione demografica
Dall'Archivio Parrocchiale di Campolieto si indicano di seguito il numero degli abitanti e dei fuochi dal 1532 al 1860:
- nel 1532 fuochi 155
- nel 1545 fuochi 138
- nel 1561 fuochi 146
- nel 1586 fuochi 146
- nel 1595 fuochi 166
- nel 1618 fuochi 165
- nel 1648 fuochi 185
- nel 1669 fuochi 144
- nel 1675 fuochi 114
- nel 1739 fuochi 244
- nel 1 741 abitanti 1282, famiglie 250
- nel 1 778 abitanti 1816, fuochi 144
- nel 1 780 abitanti 1917, famiglie 423
- nel 1 795 abitanti 2100, famiglie 434
- nel 1 835 abitanti 2210, famiglie 455
- nel 1 861 abitanti 2084, famiglie 431

Abitanti censiti

### Tradizioni e folclore
- Il Giglio: Si svolge il 26 di luglio, giorno in cui si festeggia sant'Anna, co-patrona del paese, assieme a san Michele arcangelo. Il Giglio consiste in una sorta di asta, dove la popolazione offre del denaro per aggiudicarsi dei biscotti, vino e altri doni, disposti su una struttura lignea, a forma di campanile, riccamente addobbata.
- Le Maitunate: La maitunata è un madrigale popolare che si canta alla sera del 31 dicembre in ogni parte del paese. Gruppetti di ragazzi passano di casa in casa cantando questo mottetto beneaugurante ad ogni famiglia e persona.
- Pasquetta: un'altra canzone beneaugurante, che viene cantata nella notte tra il 5 e il 6 gennaio, di porta in porta.

## Economia
L'economia del paese si basa, da sempre, sull'agricoltura e l'allevamento.

## Amministrazione
Di seguito è presentata una tabella relativa alle amministrazioni che si sono succedute in questo comune. 
| Periodo          | Periodo          | Primo cittadino            | Partito                           | Carica      | Note |
| ---------------- | ---------------- | -------------------------- | --------------------------------- | ----------- | ---- |
| 1798             | 1809             | Vincenzo Spada             |                                   | Sindaco     |      |
| 1810             | 1811             | Luigi Maria Jalenti        |                                   | Sindaco     |      |
| 1811             | 1813             | Ferdinando Macciocchini    |                                   | Sindaco     |      |
| 1813             | 1815             | Vincenzo Spada             |                                   | Sindaco     |      |
| 1815             | 1817             | Giacinto De Leo            |                                   | Sindaco     |      |
| 1817             | 1819             | Don Luigi Zaccagnini       |                                   | Sindaco     |      |
| 1820             | 1820             | Ferdinando Macciocchini    |                                   | Sindaco     |      |
| 1821             | 1821             | Pasquale Minotta           |                                   | Sindaco     |      |
| 1821             | 1822             | Ferdinando Macciocchini    |                                   | Sindaco     |      |
| 1823             | 1826             | Pasquale Minotta           |                                   | Sindaco     |      |
| 1827             | 1828             | Francesco Di Lembo         |                                   | Sindaco     |      |
| 1829             | 1832             | Pasquale Spada             |                                   | Sindaco     |      |
| 1833             | 1834             | Don Luigi Zaccagnini       |                                   | Sindaco     |      |
| 1835             | 1837             | Pasquale Spada             |                                   | Sindaco     |      |
| 1838             | 1840             | Barone Francesco Jannucci  |                                   | Sindaco     |      |
| 1841             | 1844             | Berardino De Marco         |                                   | Sindaco     |      |
| 1844             | 1850             | Pasquale Spada             |                                   | Sindaco     |      |
| 1850             | 1856             | Giuseppe De Marco          |                                   | Sindaco     |      |
| 1856             | 1859             | Onofrio Miraglia           |                                   | Sindaco     |      |
| 1859             | 1860             | Giuseppe De Marco          |                                   | Sindaco     |      |
| 1860             | 1861             | Francesco Jammarrone       |                                   | Sindaco     |      |
| 1861             | 1864             | Francesco Jalenti          |                                   | Sindaco     |      |
| 1864             | 1876             | Giandomenico De Marco      |                                   | Sindaco     |      |
| 1876             | 1877             | Francesco Jalenti          |                                   | Sindaco     |      |
| 1878             | 1882             | Giuseppe De Marco          |                                   | Sindaco     |      |
| 1882             | 1889             | Isidoro Magri              |                                   | Sindaco     |      |
| 1889             | 1893             | Vincenzo Spada             |                                   | Sindaco     |      |
| 1894             | 1898             | Luigi Minotta              |                                   | Sindaco     |      |
| 1898             | 1899             | Don Pietro Jannucci        |                                   | Sindaco     |      |
| 1899             | 1901             | Luigi Minotta              |                                   | Sindaco     |      |
| 1901             | 1902             | Don Pietro Jannucci        |                                   | Sindaco     |      |
| 1905             | 1905             | Nicola Magri               |                                   | Sindaco     |      |
| 1906             | 1907             | Vincenzo Casilli           |                                   | Sindaco     |      |
| 1908             | 1910             | Antonio Minotta            |                                   | Sindaco     |      |
| 1910             | 1914             | Don Francesco Jannucci     |                                   | Sindaco     |      |
| 1914             | 1919             | Nicolino Magri             |                                   | Sindaco     |      |
| 1919             | 1920             | Pasquale Amoroso           |                                   | Sindaco     |      |
| 1920             | 1923             | Don Francesco Jannucci     |                                   | Sindaco     |      |
| 1923             | 1926             | Antonio Minotta            |                                   | Sindaco     |      |
| 1926             | 1932             | Don Francesco Jannucci     |                                   | Podestà     |      |
| 1932             | 1936             | Pier Vittorio Varanese     | PNF                               | Podestà     |      |
| 1936             | 1938             | Celestino Mariani          |                                   | Podestà     |      |
| 1938             | 1938             | Enrico Michele Casilli     |                                   | Comm. pref. |      |
| 1939             | 1943             | Enrico Michele Casilli     |                                   | Podestà     |      |
| luglio 1943      | ottobre 1943     | Nicola Lanese              |                                   | Comm. pref. |      |
| ottobre 1943     | gennaio 1944     | Pier Luigi De Vita         |                                   | Comm. pref. |      |
| 1944             | 1945             | Antonio Di Nardo           | Sinistra                          | Sindaco     |      |
| 1945             | 1946             | Matteo Leccese             | Lista civica                      | Sindaco     |      |
| 1946             | 1949             | Guerino Jammarrone         | Lista civica                      | Sindaco     |      |
| 1949             | 1949             | Francesco Di Nardo         |                                   | Comm. pref. |      |
| 1949             | 1951             | Carmine Antonio Palmiero   | Lista civica                      | Sindaco     |      |
| 1951             | 1951             | Luigi Torrente             |                                   | Comm. pref. |      |
| agosto 1951      | dicembre 1951    | Bruno Bombardieri          |                                   | Comm. pref. |      |
| 1952             | 1955             | Vittorio Casilli           | Lista civica                      | Sindaco     |      |
| 1955             | 1956             | Giuseppe D'Alessandro      | Lista civica                      | Sindaco     |      |
| 1956             | 1981             | Giorgio Michele Di Tommaso | Democrazia Cristiana              | Sindaco     |      |
| 1981             | 1985             | Pasquale Di Tommaso        | Democrazia Cristiana              | Sindaco     |      |
| 20 giugno 1985   | 9 giugno 1990    | Italo Mario Lombardi       | Lista civica - Sinistra           | Sindaco     |      |
| 9 giugno 1990    | 24 aprile 1995   | Italo Mario Lombardi       | Lista civica                      | Sindaco     |      |
| 24 aprile 1995   | 14 giugno 1999   | Giovanni Lorenzo Mariano   | Centro-sinistra                   | Sindaco     |      |
| 14 giugno 1999   | 14 giugno 2004   | Giovanni Lorenzo Mariano   | Lista civica                      | Sindaco     |      |
| 14 giugno 2004   | 8 giugno 2009    | Rodolfo Mariano            | Lista civica                      | Sindaco     |      |
| 8 giugno 2009    | 29 novembre 2011 | Rodolfo Mariano            | Lista civica                      | Sindaco     |      |
| 20 dicembre 2011 | 27 gennaio 2012  | Nicolino Bonanni           |                                   | Comm. pref. |      |
| 27 gennaio 2012  | 7 maggio 2012    | Nicolino Bonanni           |                                   | Comm. pref. |      |
| 7 maggio 2012    | 12 giugno 2017   | Orazio Salvatore           |                                   | Sindaco     |      |
| 12 giugno 2017   | 12 giugno 2022   | Annamaria Palmiero         | Lista civica Campolieto nel cuore | Sindaco     |      |
| 12 giugno 2022   | in carica        | Annamaria Palmiero         | Lista civica Vivere Campolieto    | Sindaco     |      |

### Gemellaggi
- Arese